# Andreas Birken
Georg Andreas Birken (* 12. September 1942 in Stuttgart; † 21. November 2019 in Hamburg) war ein deutscher Historiker, Kartograph, Komponist und Philatelist.

## Leben
Andreas Birken studierte von 1962 bis 1963 Musik an der Universität Stuttgart und wechselte 1963 an die Universität Tübingen, wo er Geschichte, Politikwissenschaften und Islamkunde studierte. Während dieser Zeit arbeitete er unter anderem an Meyers Enzyklopädischem Lexikon und dem Großen Historischen Weltatlas des Bayerischen Schulbuch-Verlags mit.
Die Promotion erfolgte 1970 mit einer Arbeit zum Thema Das Sultanat Zanzibar im 19. Jahrhundert. Anschließend wurde Birken wissenschaftlicher Assistent an der Abteilung für neuere Geschichte des Historischen Seminars der Universität Tübingen, seit 1972 als Mitarbeiter des Sonderforschungsbereichs 19, Tübinger Atlas des Vorderen Orients, der Deutschen Forschungsgemeinschaft.
Im Jahr 1978 wurde er in Hamburg Leiter der Dokumentation der Zeitschrift Merian, 1981 wurde er Redakteur beim GLOBUS-Kartendienst, wo er seit 1983 auch Geschäftsführer war. Seit 2001 betätigte er sich als freier Autor.
Seit 1994 war Birken zudem Redakteur des Türkei-Spiegels, dem Mitteilungsblatt der Arbeitsgemeinschaft Osmanisches Reich/Türkei (AROS) im Bund Deutscher Philatelisten sowie aktives Mitglied der Forschungsgemeinschaft Indien & Südasien (FGI). 2014 wurde Birken der Sieger-Preis für philatelistische Literatur verliehen.

## Schriften (Auswahl)
- Die Provinzen des Osmanischen Reiches, Wiesbaden: Reichert, 1976 (Tübinger Atlas des Vorderen Orients, Beihefte. Reihe B, Geisteswissenschaften, Nr. 13) ISBN 3-920153-56-1.
- Die Wirtschaftsbeziehungen zwischen Europa und dem Vorderen Orient im ausgehenden 19. Jahrhundert, Wiesbaden: Reichert, 1980 (Tübinger Atlas des Vorderen Orients, Beihefte. Reihe B, Geisteswissenschaften, Nr. 37) ISBN 3-920153-56-1.
- Atlas der islamischen Welt, Hamburg, 2007.
- Atlas of Islam 1800–2000, Leiden: Brill, 2010. ISBN 978-90-04-18449-7.
- Atlas Historique des Pays de France, Hamburg, 2014.

### Philatelistische Schriften
- Philatelistischer Atlas des Osmanischen Reiches = Philatelic atlas of the Ottoman Empire, Hamburg, 1992 (Schriftenreihe der Arbeitsgemeinschaft Osmanisches Reich/Türkei im Bund Deutscher Philatelisten e. V., Bd. 1).
- Kleine Farbenlehre, Arbeitsgemeinschaft Osmanisches Reich, Türkei, Hamburg – Wuppertal 1992 (Schriftenreihe der Arbeitsgemeinschaft Osmanisches Reich/Türkei im Bund Deutscher Philatelisten e. V., Bd. 2).
- Philatelic Atlas of British India, Hamburg, 2004.
- MICHEL-Handbuch der Maße und Währungen des 19. Jahrhunderts, Unterschleißheim: Schwaneberger, 2004
- MICHEL-Atlas zur Deutschland-Philatelie, Unterschleißheim: Schwaneberger, 2012
- Osmanisches Reich, 10 Bände, Hamburg, 2015–2018 (Handbuch der türkischen Philatelie, Teil 1: Die Briefmarken).
- mit Hans-Henning Gerlach: Deutsche Kolonien und deutsche Kolonialpolitik (6 Bände), Königsbronn: Philathek, 1995–2009.
- mit Hans-Henning Gerlach: Atlas und Lexikon zum Ersten Weltkrieg (2 Bände), Königsbronn: Philathek, 2002–2005.